# Drosophila stephanosi
Drosophila stephanosi är en tvåvingeart som beskrevs av Léonidas Tsacas 2003. Drosophila stephanosi ingår i släktet Drosophila och familjen daggflugor.
Artens utbredningsområde är Gabon, Centralafrikanska republiken och Uganda.